# Maniche (Haiti)
Maniche (Haitianisch-Kreolisch Manich) ist eine Gemeinde im Département Sud von Haiti.

## Geschichte
Im Jahr 1911 bildete sich im heutigen Maniche eine erste Kirchengemeinde. Die einzige weiterführende Schule der Gemeinde entstand im Jahr 1986.
Maniche erhielt im Jahr 1979 den offiziellen Status einer eigenständigen Gemeinde.
Ein schweres Erdbeben im Süden Haitis im Jahr 2021 forderte in der Gemeinde eine größere Zahl Todesopfer und verursachte weitreichende Zerstörungen.

## Lage und Beschreibung
Maniche liegt im Binnenland abseits größerer Verkehrswege.
Neben dem Ortszentrum Ville de Maniche bestehen drei ländliche Gemeindebezirke:
1. Maniche (Landbezirk) mit Cassiline, Jean-Dedes, Lamore, Madame-Jean-Pierre, Madame-Marin, Mathieu, Mazolière, Melissant, Nacou, Nan Coton, Roche, Rousseau und Tricon,
2. Dory mit Balice, Dessources, Fraise, Grand-Doise, Muller, Ringnin, Roba und Trou-Canari sowie
3. Melon mit Dérodière, Geffard, Hatier, Lestace, Morency, Rambeau, Robert, Terre-Rouge, Ti Claire und Ti Melon.

Das rund 40 Kilometer entfernte Les Cayes kann über die einige Straßenanbindung an die RN-7 erreicht werden. Es handelt sich um eine kurvenreichen Straße, die in der Nähe des Antoine-Simon Airport Flughafens nördlich von Les Cayes von der RN-7 abzweigt. Die Straße führt nach Westen in die Gemeinde Camp-Perrin, wo sie im Dorf Dominique endet. Der Weg führt unmarkiert durch die Landschaft von Camp-Perrin und mündet in Marceline wieder in die RN-7, direkt westlich des Wasserfalls Saut-Mathurine.